# Atef Sedki
Atef Mohamed Naguib Sedki (en árabe: عاطف محمد نجيب صدقى‎; Tanta, 29 de agosto de 1930-El Cairo, 25 de febrero de 2005) fue un economista y político egipcio, que se desempeñó como primer ministro de la República Árabe de Egipto entre 1986 y 1996.

## Biografía
Estudió abogacía y obtuvo un doctorado en economía en la Universidad de París. Fue jefe de la Oficina Central de Auditoría de Egipto.
Fue nombrado primer ministro por Hosni Mubarak el 10 de noviembre de 1986, sucediendo a Ali Lutfi Mahmud. Durante su desempeño en el cargo, no puso en práctica las medidas propuestas por la reforma del Fondo Monetario Internacional. El 25 de noviembre de 1993, sobrevivió en El Cairo un atentado de la Yihad Islámica Egipcia.
Después de más de nueve años en el cargo, renunció el 2 de enero de 1996 con todo su gabinete. Dos días después, su sucesor Kamal Ganzuri fue nombrado primer ministro.
No se recuperó de una fractura de cuello femoral que sufrió en 2004. Murió el 25 de febrero de 2005, a la edad de 74 años, poco después de ser ingresado en un hospital de El Cairo.